# شورای کلرمون

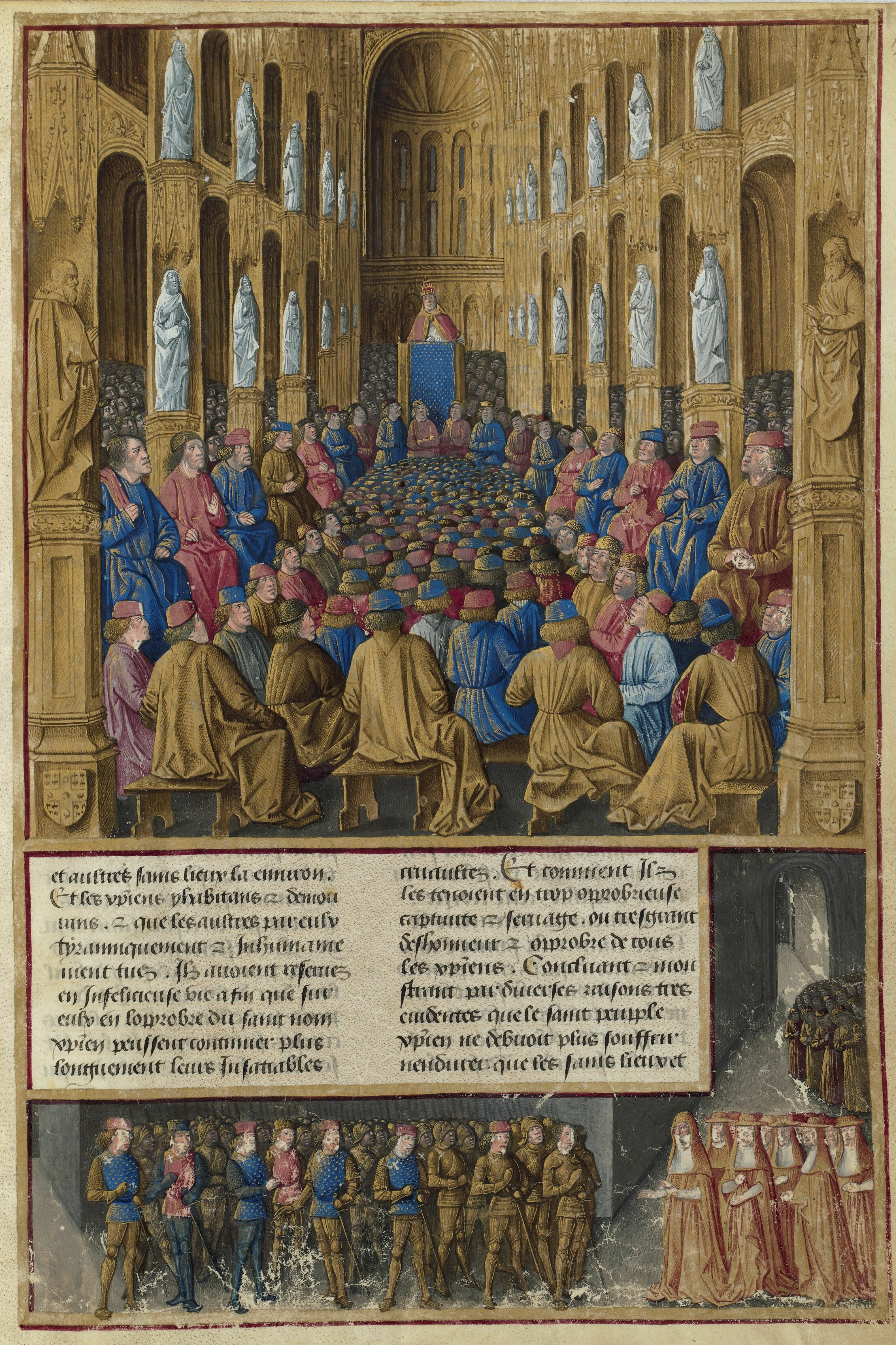
سخنرانی پاپ اوربان دوم در شورای کلرمونت فرانسه که سرآغاز جنگ‌های صلیبی گردید

شورای کلرمونت (انگلیسی: Council of Clermont) شورایی کلیسایی مرکب از برخی پادشاهان، دوک‌ها و شاهزادگان اروپایی و اشخاص غیر روحانی از کلیسای کاتولیک بود که در ۱۸ نوامبر سال ۱۰۹۵ میلادی در کلرمون فرانسه برگزار شد، این شورا که به درخواست پاپ اوربان دوم برگزار شد در تاریخ به عنوان سرآغاز شروع جنگ‌های صلیبی قلمداد می‌شود.

## تاریخچه و دورنمای شورا
سلجوقیان که تا قبل از آن به درخواست خلافت بغداد پاسخ مثبت داده بودند پس از ماجراجویی‌ها و درگیری‌های بسیار در نقاط مختلف سرانجام آنچنان نیرومند شدند که جرئت یافتند تا به مرزهای روم شرقی یا همان بیزانس حمله کنند، آنان در روز ۱۹ اوت ۱۰۷۱ در میدان نبرد فراموش ناشدنی و تاریخی مانزیکرت (ملازگرد) تحت فرمان فرماندهٔ مقتدر خود آلپ ارسلان شکست سختی به مسیحیان وارد کنند.
در سال ۱۰۹۵ امپراتور بیزانس آلکسیوس یکم فرستادگانی را به غرب در جهت درخواست کمک مالی و نظامی در برابر هجوم ترکان سلجوقی اعزام کرد، این پیام توسط پاپ اوربان دوم در شورای پیاچنزا دریافت شد، بعد از آن سال و در ماه نوامبر شهری در فرانسه انتخاب گردید و به دعوت پاپ بسیاری از امرا، فرماندهان، نجبا و اشخاص روحانی و غیر روحانی به این شهر و شورا که بعدها به نام شورای کلرمونت معروف گردید دعوت شدند در جهت چاره اندیشی برای مقابله با یکه‌تازی ترک‌های سلجوقی.
آنچه از دیدگاه منافع دستگاه پاپ انگیزه‌های این جنگ مقدس را تعیین و روشن کرد، البته خطری نبود که حکومت و موجودیت روم شرقی را تهدید می‌کرد. بلکه سرنوشت بیت‌المقدس بود.